# Посёлок Льнокомбината (Вологда)
Посёлок Льнокомбина́та — жилой район в юго-восточной части Вологды. Возник в 1936—1938 гг. как посёлок рабочих Вологодского льнокомбината между деревнями Яминово и Горка. С 1941 года входит в городскую черту Вологды.

## География
Территория района условно ограничена с севера Козлёнской улицей и собственно Льнокомбинатом, с востока — Петрозаводской улицей, с запада — улицей Маршала Конева и с юга — Московской улицей с примыканием района с застройкой частным сектором вдоль улиц Угловой и Дзержинского. Центром района, где проводятся массовые мероприятия, является площадь перед Домом культуры Льнокомбината (улица Беляева, 9). Основные улицы: Беляева, Можайского, Текстильщиков. Через район Льнокомбината пролегает железнодорожная линия с одноимённым остановочным пунктом.

## История
Одновременно со строительством Льнокомбината, в 1936 году, было начато строительство посёлка для его работников на свободных территориях за железнодорожной линией. Район строился по проекту архитектора Г. А. Штеймана и инженера А. Г. Гинцбурга в две очереди. Первая очередь предусматривала строительство в 1936—1942 годах, вторая очередь в 1945—1949 годах.
Первое здание района — Дом культуры льнокомбината, построенное в 1936 году. В 1940 году в посёлке насчитывалось около 3 тысяч жителей. До Великой Отечественной войны предполагалось застроить район четырёх- и пятиэтажными домами. Однако до войны был возведён только один четырёхэтажный жилой дом с повышенной угловой частью (улица Беляева, 22), остальная часть посёлка застраивалась двухэтажными домами с мезонинами, балконами, террасами. В 1941 году посёлок вошёл в черту города Вологды. В конце 1950-х годов под малоэтажное строительство отводится участок между улицами Дзержинского и Угловой. С середины 1950-х до конца 1970-х годов завершается формирование района застройкой типовыми многоквартирными домами.